# Масові заворушення в Греції 2008

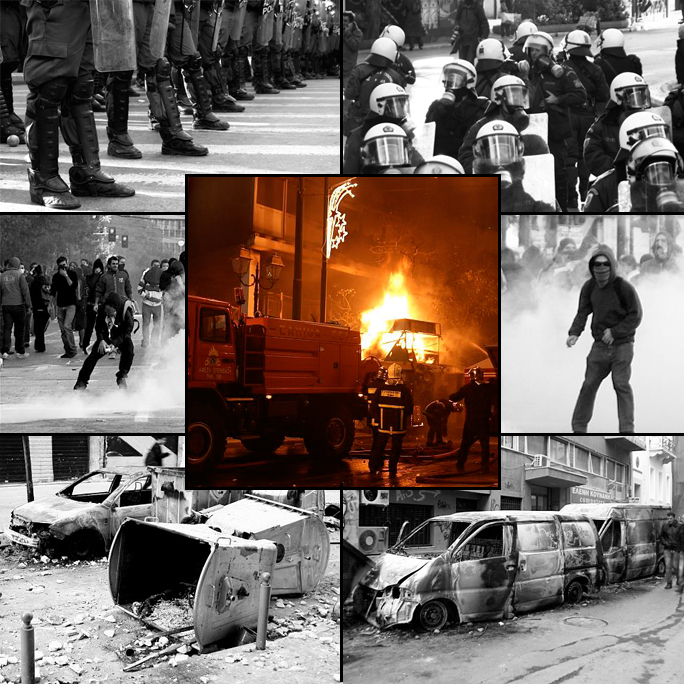
Події в Афінах, грудень 2008 року

Ма́сові завору́шення в Гре́ції розпочались 6 грудня 2008 року, коли в Афінах під час сутички між загонами спеціального призначення грецької поліції та ліворадикальної групи молоді був застрілений 15-річний Александр Грігоропулос поліцейським Епамінондасом Корконеасом.
На смерть підлітка афіняни швидко відреагували потужною хвилею масових акцій протесту та демонстрацій, які переростали у масштабні заворушення, міські погроми та напади на загони поліції із бензиновими бомбами, камінням та іншими предметами. Демонстрації та безлад незабаром поширилися на низку інших міст Греції, у тому числі у Салоніки — друге за величиною місто країни. За межами Греції, демонстрації солідарності, заворушення, а в деяких випадках і зіткнення з місцевою поліцією відбулись у багатьох європейських містах, серед них: Стамбул, Лондон, Париж, Рим, Дублін, Берлін, Франкфурт-на-Майні, Мадрид, Барселона, Амстердам, Гаага, Копенгаген, Бордо, Севілья, а також Нікосія, столиця Кіпру. Газета «Η Καθημερινή» («Щоденна») назвала ці заворушення настрашнішими з усіх, що відбувались в країні з часу відновлення демократії у 1974 році.
Попри те, що заворушення були викликані цілком конкретним інцидентом, фахівці описали їх як реакцію, викликану глибинними суспільними проблемами, зокрема відчуттям розчарування у нового покоління, що виростає в умовах росту безробіття серед молоді та загального відторгнення неефективності та корумпованості владних структур Греції.

## Передісторія
Історія протистояння органів правопорядку та ліворадикальної молоді виходить ще з 1973 року, коли афінські студенти повстали проти режиму військової хунти «чорних полковників». 14 листопада 1973 р. в Афінському політехнічному університеті розгорнувся студентський страйк під назвою «Вільні обложені» (англ. Ελεύθεροι Πολιορκημένοι).
Повстання в політехнічному університеті почалося з того, що студентські спілки висловили протест проти планів уряду втрутитися в університетські вибори. До вечора середи 14 листопада 1973 року студенти зміцнилися у стінах Афінської Політехніки (Політехніон) і проголосили боротьбу з урядом. В університеті розпочала роботу саморобна радіостанція, якій вдалося привернути увагу мешканців міста до того, що відбувається. 15-го і 16-го листопада біля університету зібралося кілька тисяч осіб, в основному студенти та школярі. Координаційна комісія студентів закликала до «боротьби до перемоги».
До вечора почалися зіткнення демонстрантів з поліцією, які поступово охопили весь центр міста. О дев'ятій годині вечора в центрі вже були вибудовані барикади, спалахували пожежі. У місті були зафіксовані кілька випадків стрілянини. Близько одинадцятої вечора був відданий наказ про втручання армії. Навпроти університету вишикувалися танки, один з яких розбив ворота університету. Після короткого штурму повстання було пригнічене. В ході штурму було вбито 24 людини (цифра не точна, реальне число жертв досі вважається не встановленим) і більше тисячі поранено. Сотні студентів були заарештовані. Після штурму університету відбулись антиурядові демонстрації, які придушувались режимом із застосуванням зброї. Глава хунти Георгіос Пападопулос був відправлений у відставку, на його місце військові висунули Дімітріоса Іоаннідіса. Після цих подій хунта протрималася менше року.
Після відновлення демократичного уряду жертв Політехніона проголосили національними героями, їх вшановують на державному рівні, встановляють пам'ятники. Грецькі університети з моменту відновлення демократичного ладу отримали право екстерриторіальності — поліції вхід у них заборонений. Допустити поліцію на територію університету може тільки одностайне рішення ректорської ради, яка складається з викладачів та студентів. 1985 р. під час заходів з нагоди річниці Політехніону у сутичці з поліцією загинув один демонстрант. У 1999 та 2003 роках в Греції також спалахували масові заворушення з участю антиглобалістів під час візитів Білла Клінтона та зустрічі глав країн Євросоюзу в Салоніках відповідно.

## Події 6 грудня
]

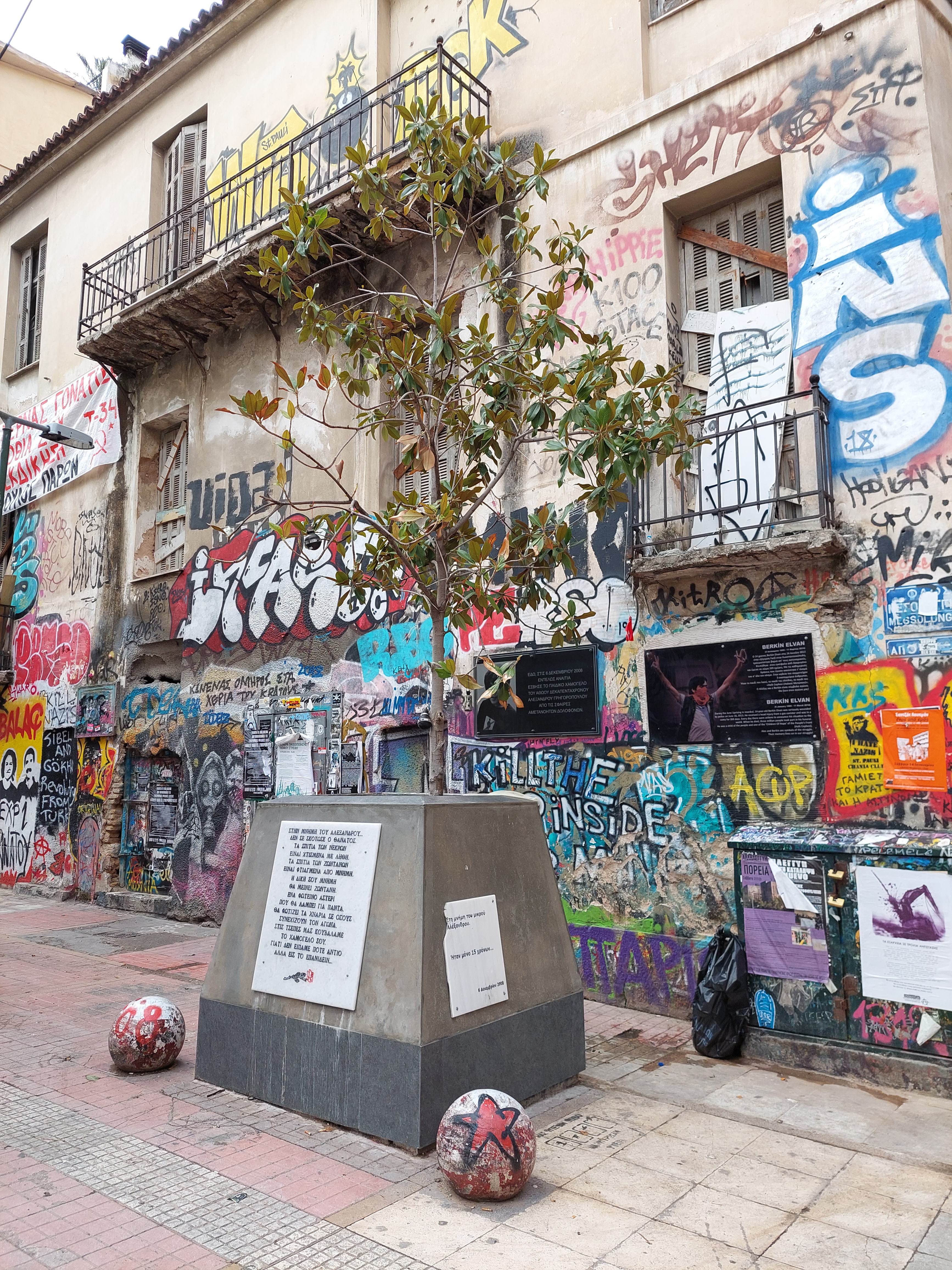
Пам'ятник Александросу Грігоропулосу в Афінах

Фатальна стрілянина, що викликала масові заворушення 2008 року, сталася ввечері 6 грудня 2008 року, після 9 години вечора, в одному з центральних районів Афін Екзархія. Згідно з повідомленнями преси, двоє поліцейських спочатку вступили у словесне зіткнення з невеликою групою підлітків на одній з основних вулиць Екзархії, біля магазину. Під'їхавши на службовій поліцейській машині до сусіднього перехрестя, поліцейські зіткнулись з іншою групою підлітків. З управління Афінської поліції на допомогу були викликані два патрульні, які мали прибути одразу на місце конфронтації. Натомість вони припаркували свої автомобілі під штаб-квартирою ПАСОК і пішки попрямували до місця суперечки, аби протистояти молоді. Після обміну словесними образами, які, за словами свідків, були ініційовані патрульними, в одного з юнаків Епамінондас Корконеас вистрілив із пістолета.
Спочатку поліція доповіла про цей інцидент так: поліцейський вистрілив у відповідь на нові атаки з боку підлітків, а саме після закидання камінням та пляшками. Однак свідки сутички, виступаючи перед грецькими ЗМІ, повідомили, що підлітки жодним чином не атакували патрульних, і тим паче їх дії не загрожували фізичній безпеці поліцейських; натомість один з поліцейських сам спровокував підлітків. Сам Корконеас свідчив, що зробив три постріли: два попереджувальні у повітря та третій — у землю. Проте свідки знову заперечували: усі постріли були націлені в юнака. Жертвою став 15-річний Александр-Андреас Грігоропулос (грец. Αλέξανδρος - Ανδρέας Γρηγορόπουλος), і хоча його дуже швидко доправили до госпіталю, лікарям залишалось лише констатувати смерть підлітка.

## Заворушення та політична криза
Вже за годину після трагедії на вулиці Екзархії та сусідніх районів Афін вийшли сотні розгніваних громадян, незабаром спалахнули перші зіткнення з поліцією. Завдяки широкому висвітленню події у ЗМІ в першу ж добу аналогічні заворушення охопили майже усі номи та найбільші міста Греції, серед яких були Салоніки, Яніна, Комотіні, Касторія, Патри, Триполі, Волос, Трикала, Мітилена, Керкіра, Пірей, Ханья, Іракліон, Родос, Кардиця, Ламія, Драма, Ксанті, Козані, Александруполіс, Лариса та Коринф. Після опівночі, 7 грудня, демонстрації в Афінах перетворилися на насильницькі заворушення, які охопили низку центральних вулиць міста. На світанку в неділю 24 поліцейські були поранені, розгромлені та спалені 31 магазин (зокрема, на вулиці Ерму), 9 банків та до трьох десятків автомобілів.

### Перший тиждень
До понеділка 8 грудня поліцейським вдалось дещо нормалізувати життя міста, заворушення також спинилися. Однак по всій Греції кілька тисяч студентів оточували місцеві поліцейські відділки, обкидували фарбними бомбами, пляшками з водою, також протестуючі продовжували захоплювати студмістечка по всій країні. Комуністична партія Греції оголосила, що планує провести власну акцію протесту того ж дня. Ввечері демонстрації знову зіткнулися з поліцією, яка цього разу використовувала сльозоточивий газ. В результаті сутечки 11 громадських будівель навколо центральної площі Синтагма були підпалені.

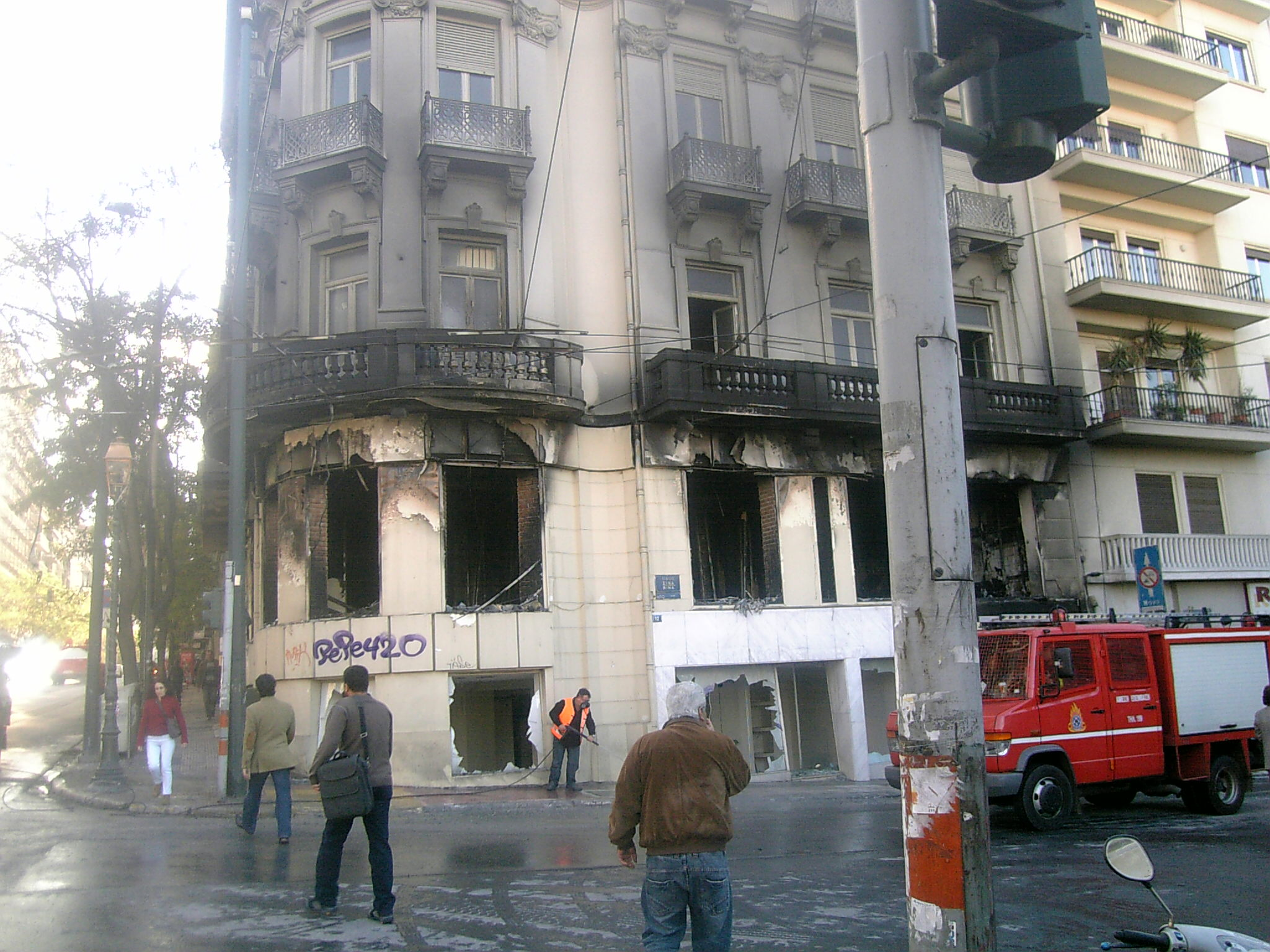
Бібліотека європейського права після пожежі

Студенти продовжували фактично тримати в облозі цілі навчальні заклади на знак протесту у Серресі, Іматії, Халкідіки, Пієрії та Салоніках. Зокрема Фессалонікійський університет Аристотеля, Національний технічний університет Афін, а також Афінський університет економіки та бізнесу залишалися під контролем мітингуючих студентів. Крім того демонстранти підпалили будинок Костіса Паламаса, що призвело до повного знищення Бібліотеки європейського права. Після того, як сталась пожежа, ректор Афінського Національного університету імені Каподистрії Крістос Кіттас подав у відставку, але через кілька днів по тому відкликав свою заяву.
9 грудня 2008 року поліція зробила офіційну заяву до громадськості, в якій констатувала: в Афінах 12 поранених поліцейських, заарештованих за участь у безладах — 87 осіб, а також осіб, які на той момент вже були притягнені до кримінальної відповідальності — 176 осіб. У Салоніках: 16 демонстрантів були заарештовані за крадіжки, троє з яких були неповнолітніми. Через чотири дні від початку заворушень, деякі громадяни почали діяти проти протестуючих, захищаючи власне майно від крадіжок. Самі ж демонстранти ставали дедалі агресивнішими, подекуди фіксувались випадки, коли вони відкривали вогонь по співробітникам поліції. У своїй офіційній заяві у вівторок всесвітня неурядова організація «Міжнародна амністія» звинуватила грецьку поліцію у жорстокому поводженні із учасниками акцій протесту., а грецьке представництво організації скасувало урочистості заплановані на 10 грудня, присвячені 60-й річниці прийняття Загальної декларації прав людини у відповідь на насильства поліції в Греції.
Ситуація ще більше ускладнилась в середу 10 грудня 2008 року, коли був оголошений загальнонаціональний страйк. Тисячі страйкуючих зібрались в Афінах на площі Синтагма перед Грецьким парламентом. Економіка країни виявилась повністю паралізованою. 11 грудня 4 тисячі студентів виступили проти поліції та закидували правоохоронців бензиновими бомбами. У п'ятницю, 12 грудня, студенти знову напали на поліцейських, останні захищались сльозоточивим газом, та справжнім спасінням для них стала сильна злива, яка дещо обмежила демонстрації у порівнянні з попередніми днями. У суботу, 13 грудня, тисячі протестуючих знову повернулись до стін Грецького парламенту. Попри те, що події розгортались доволі спокійно, поліція спробувала розпустити демонстрацію близько 13:30 за місцевим часом за допомогою сльозоточивого газу та застосуванням сили. Того ж дня близько сотні протестуючих підпалили поліцейську дільницю в Екзархії, неподалік від кварталу, де був застрілений Александрос Грігоропулос. У неділю, 14 грудня, до студентів приєдналися мешканці Екзархії із вимогою перейменувати вулицю на честь загиблого підлітка. Також цього дня демонстрантам вдалось захопити чотири афінські радіостанції. У Салоніках відбулась демонстрація солідарності з усіма заарештованими по всій країні впродовж останнього тижня за участь у заворушеннях.

### Другий тиждень

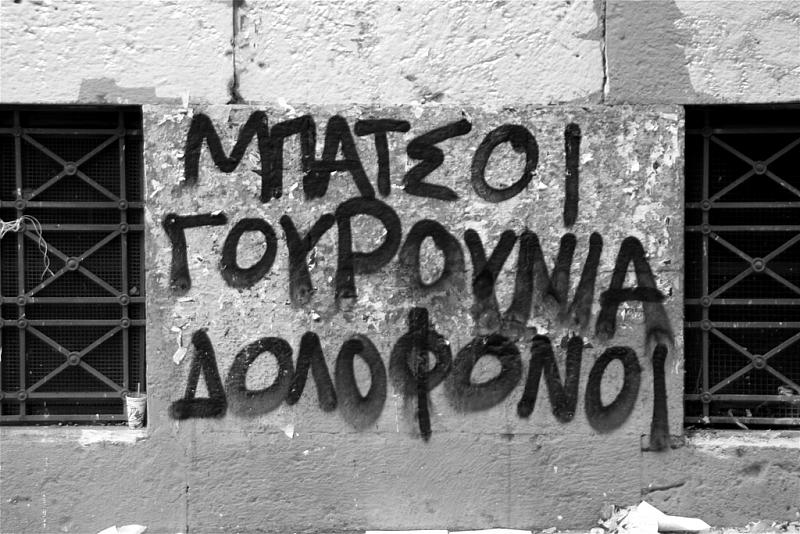
Напис грецькою: Поліцейські Свині Вбивці

У понеділок, 15 грудня, демонстранти зібралися під стінами Головного поліцейського управління Аттики, що базується в центрі Афін, значну частину демонстрантів складали підлітки шкільного віку. Після нападу на один з поліцейських загонів, спецпідрозділи знову вирішили застосувати сльозоточивий газ. У Піреї близько 300 студентів провокували правоохоронців під стінами в'язниці Коридаллос (найбільша в Греції, в ній утримуються найнебезпечніші в'язні країни. Відома також тим, що в ній відбували покарання члени грецької терористичної організації 17 листопада, а також лідери військової хунти «чорних полковників»). В Яніні місцеві громадські радіостанції захопили студенти та представники ліво-радикальних течій. Мітинги і демонстрації також відбулися у Ханьї, Іракліоні, Ларисі та Салоніках.
У вівторок, 16 грудня, акції протесту відбулись майже біля кожної поліцейської дільниці в Афінах та Піреї. У другій половині дня група студентів університету у Зографу почали обкидувати Головне поліцейське управління бензиновими бомбами. Шість поліцейських були поранені, спалено десять автомобілів. Між тим близько 30 юнаків проникли у студію державної телерадіокомпанії Ελληνική Ραδιοφωνία Τηλεόραση і перервали трансляцію в межах чергового випуску новин виступ прем'єр-міністр Костаса Караманліса. Впродовж приблизно однієї хвилини протестувальники стояли перед камерою із плакатами, які закликали:
| «Годі дивитись, виходьте на вулиці!» |
Через цей інцидент голова каналу Христос Панагопулос подав у відставку.
У середу, 17 грудня, були організовані мітинги під будівлями усіх судових установ Афін. На площі Омонія в Афінах зібралось близько 5 тисяч членів Загальноробітничого войовничого фронту (скорочено грец. ΠΑΜΕ). Група студентів, оминувши охорону, розгорнули на одній зі стін Афінського акрополя два величезних рожевих банери, один з яких закликав до продовження акцій протесту:
| «Четвер, 18 грудня — демонстрації по всій Європі!» |
На іншому ж було написано слово «Опір»грецькою, англійською, іспанською та німецькою мовами.
Пізніше протестувальники прокоментують свій вчинок ЗМІ:
| «Ми обрали (акрополь) цю пам'ятку демократії, загальнолюдську пам'ятку, аби заявити про свій опір насиллю з боку держави усій Європі, всьому світу.»[38] |
Речник грецького уряду, Евангелос Антонарос прокоментував цю акцію як неприпустиму та таку, що ганьбить Грецію за кордоном. У східному районі Афін Кесаріані молодь атакувала поліцейський відділок, група анархістів спалила поліцейський автобус. Водієві чудом вдалося вчасно вибратись із салону неушкодженим. Близько 40 осіб — робітників, іммігрантів та безробітних громадян — захопили офіси Союзу профспілок греції, Конфедерації грецьких робітників (GSEE). Потужна акція протесту відбулась у Салоніках біля Префектури Салонік та Міністерства у справах Македонії та Фракії. Вночі в Салоніках саморобною бомбою було підірвано споруду Євробанку. Аналогічний вибуховий пристрій спрацював поблизу Інформаційного центру допомоги громадянам, сильно пошкодивши будівлю.
У четвер, 18 грудня, більш ніж на 12 000 протестуючих заповнили вулиці поблизу Грецького парламенту у демонстрації в центрі Афін, що супроводилась актами насильства, коли група демонстрантів почала закидувати камінням та запальною сумішшю поліцейських та будівлю парламенту. Вони також перекидали автомобілі і підпалили сміттєві контейнери, обстрілювали поліцейських червоною фарбою, та навіть здійснили спробу спалити міську різдвяну ялинку, яку щойно замінили — попередня була спалена кількома днями раніше. Поліцейські у відповідь застосували сльозоточивий газ і флеш-гранати і змусили демонстрантів відступити аж до вулиці Панапістіміу, де знаходиться головний корпус Афінського університету імені Каподистрії. Від стрімкого напливу розлючених демонстрантів вулиця швидко спустіла, крамниці спішно закривались. Втім протестуючі розбили кілька магазинних вітрин та підпалили щонайменше чотири автомобілі. Демонстрації були проведені також у Салоніках під стінами Міністерства у справах Македонії та Фракії, а також у містах Патри, Триполі, Ханья та Трикала. Цього дня через повну некерованість ситуації та безлад демонструючих перестали підтримувати деякі профспілки. Зупинка в роботі диспетчерів змусила Olympic Airlines скасувати 28 рейсів та перенести 14. Лікарні також діяли з дуже обмеженим штатом співробітників.
У п'ятницю, 19 грудня, акції протесту відбулись за межами Грецького парламенту та навіть за межами адміністративного корпусу Афінського університету. Понад 1 500 чоловік зібрались у передмісті Афін Перістері, де у ніч 3 17-18 грудня був поранений ще один 16-річний підліток у пришкільному парку. Підліток був уражений в руку з вогнепальної зброї нападником, чию особистість поліції не вдалось встновити. Поліція зробила офіційну заяву про те, що винним не може бути співробітник правоохоронних органів. Цього ж дня молодь у масках атакувала із запальною сумішшю Французький інститут в Афінах, перед тим вони додали напис графіті французькою:
| «Іскра — в Афінах. Пожежа — в Парижі.» |
Пізніше в п'ятницю близько 50 демонстрантів прервали офіційну прем'єру, що мала відбутись у Національному театрі Греції із закликами приєднатися до демонстрації.
У суботу, 20 грудня, 150 юнаків знову атакували різдвяну ялинку, встановлену на площі Синтагма, розвішуючи на її гілках сміттєві пакети. За наказом, поліція примусом очистила площу впродовж двох годин. Щонайменше троє репортерів разом із демонстрантами було побито. Ввечері люди в масках увірвалися із запальними бомбами у приміщення відділення компанії Tiresias SA, яка веде облік делінквентних боржників та тримателів карт, та підірвали споруду. Заворушники, що утримували Афінську політехніку, обкидували поліцейських камінням та бензиновими бомбами. У Салоніках група анархістів зайняла радіостанцію і примущення театру, а також обкидала харчовими продуктами мера міста Василіса Папагеоргопулоса та одного з його заступників, коли вони відкривали біля кінотеатру благодійну акцію. Пізніше, ця ж сама група напали на Різдвяний вертеп, зруйнувала його та викинули фігуру Христа.
У неділю, 21 грудня, рано вранці невстановлені особи обкидали пляшками із запальною сумішшю поліцейську академію в Афінах в районі Неа Філадельфія. Жодна людина не постраждала, були спалені 6 поліцейських автомобілів. Дуже постраждали від вибухової хвилі автомобілі, що знаходились на парківці поряд із академією по вулиці Патріарха Костянтина. Приблизно в той же час безлад та зіткнення заворушників із поліцією тривали в Салоніках в районі Технічного університету, де протестуючі обкидували поліцію бензиновими бомбами.

### Третій тиждень
У вівторок, 23 грудня, більше 3 000 скандуючих протестувальників пройшли Афінами. У ході демонстрації, один поліцейський автомобіль був пошкоджений. О 05:50 за місцевим часом були обстріляні поліцейські, що рухались у автобусі поблизу Головного поліцейського управління у Зографу. Жоден з 19 правоохоронців на борту не був поранений, проте влада заявила, що побоюється ескалації насильства по відношенню до поліцейських. Постріли були зроблені з території Політехнічного університету. Кулі прострілили дві шини автобуса, ще одна влучила у двигун. Після балістичної експертизи було оголошено про те, що обстріл здійснювали принаймні два стрільці з автоматів Калашникова.
У середу, 24 грудня, близько тисячі анархістів пройшли центральними вулицями Афін мирною демонстрацією. Ввечері три тисячі анархістів вийшли на площу Синтагма і вимагали видачі двох правоохоронців, винних у вбивстві 15-річного підлітка.
У четвер, 25 грудня, в центральній частині Афін і передмісті Палео-Фалірон відбулась низка підпалів споруд банків та автосалонів. Попри значні матеріальні збитки, людських жертв не було.

## Міжнародна реакція
- Аргентина: 13 грудня група студентів провела демонстрацію під станіми посольства Греції у Буенос-Айрес, щоб висловити свою солідарність та засудити вбивство Александроса Грігоропулоса.
- Австралія: 13 грудня нечисленна група демонстрантів зібралися біля консульства Греції у Мельбурні, щоб висловити свою солідарність та засудити вбивство підлітка. Будинок консульства пізніше був зіпсований графіті.[57]
- Австрія: біля грецького посольства у Відні акцію протесту влаштувало близько 1 200 протестувальників[58].
- Бельгія: Відбулись дві демонстрації: 120 протестувальників мирно зібрались перед спорудою Еврокомісії в Брюсселі, 9 з них були заарештовані; у Генті близько 90 заворушників напали на банки, крамниці, співробітників поліції, 19 з них заарештовані.
- Болгарія: Акції протесту проходили перед грецьким посольством в Софії[59].
- Боснія та Герцоговина: У Сараєво відбулась демонстрація студентів університету Сараєво навпроти посольства Греції.[60]
- Велика Британія: Вже 8 грудня 2008 року в Лондоні близько 100 демонстрантів зіткнулись із поліцією після спроби штурмувати грецьке посольства. Група анархістів зірвала грецький прапор з будівлі у Голланд парку та спалили його.[61] 8 та 10 грудня акції протесту відбулись у Единбурзі[62].
- Данія: У Копенгагені під час акції протесту було заарештовано 63 особи через насильницькі дії[63].
- Ірландія: Більше сотні осіб пікетували посольство Греції у Дубліні[64].
- Іспанія: 11 демонстрантів було заарештовано та кілька поліцейських отримали поранення під час зіткнень у Мадриді та Барселоні.[65] У Севільї порівняно невелика кількость активістів зібралась на демонстрації 10 грудня. Протестувальники скандували гасла, засуджуючи репресивні дії поліції та держави[66].
- Італія: Багато протестувальників зібралось біля грецького консульства у Болоньї[67]. Демонстрації відбулися також у Флоренції, а також Венеції[68]. У Римі демонстранти підалювали сміттєві контейнери, обкидували камінням та запальною сумішшю по поліцейських автомобілях, які намагались не допустити заворушників до посольства Греції[69].
- Китайська Народна Республіка: Китай висловив занепокоєння з приводу безпеки громадян республіки, що тривало або тимчасово проживають у Греції[70].
- Кіпр: Вуличні заворушення, демонстрації та зіткнення з поліцією швидко поширилися на Кіпрі. Перші заворушення спалахнули у другій половині 8 грудня 2008 року у столиці Нікосії та міста Пафос. У Пафосі, студент зібралися навколо міської ратуші, а також оточили штаб-квартиру поліції. Протестуючі обкидували камінням будівлю поліцейського управління, поранивши кілька співробітник поліції, двоє студентів було заарештовано[71]. У місті Ларнака кілька сот студентів зібралися біля штаб-квартири поліції[72]. Через страк диспетчерів на знак солідарності із Грецією 10 грудня авіаперевезник Cyprus Airways скасував низку рейсів в обох напрямках: на материкову Грецію та на острови[73].
- Люксембург: Невелика група демонстрантів пройшла ходою центром до грецького посольства 20 грудня 2008 року[74].
- Північна Македонія: Близько 20 активістів зібралися біля посольства Греції у мирних акціях протесту на підтримку грецьких демонстрантіву Скоп'є 14 грудня та на головній площі Скоп'є 18 грудня 2008 року.
- Нідерланди: У Гаазі, Амстердамі, Неймегені та Лейдені відбулись демонстрації солідарності з грецькими демонстрантами. Близько 200 демонстрантів взяли участь у кожній з цілком мирних акцій.
- Німеччина: Вже у ніч на 7 грудня 2008 року і протягом наступного тижня спонтанні демонстрації солідарності відбулися у багатьох містах Німеччини, як лівих груп грецьких студентів, що навчаються за кордоном, так і місцевих активістів. У перший тиждень після подій 6 грудня, німецька мережа Indymedia повідомили про демонстрації в 26 містах Німеччини, в яких взяли участь від декількох десятків до декількох сотень чоловік,[75]. Одніз найбільшиї акцій відбулись у Берліні, Гамбурзі, Кельні, Ганновері, Бремені, Лейпцизі, Дрездені та Нюрнберзі. 8 грудня 2008 року група демонстрантів окупувала грецьке консульства в Берліні. 12 грудня понад 1 500 демонстрантів протестували в Берліні.[57] 20 грудня розпочались зіткнення у Гамбурзі: поліція зіштовхнулась із 950 заворушниками, які виражають свої симпатії студентському протесту в Греції. Активісти пройшли ходою під гаслом: «Солідарність — зброя». Німецька поліція повідомила, що акції протесту були розігнані після того, як вони починали виходити з-під контролю та переростали у безлад[76].
- Португалія: Деякі демонстрації відбулися у місті Лісабон і Амадора 20 грудня у Міжнародний день солідарності з Грецією[77].
- Росія: В ході акції протесту грецьке посольство у Москві було обкидане бензиновими бомбами.[65] 13 грудня близько 30 активістів «Лівого фронту» взяли участь у демонстрації солідарності. Близько 15 осіб були заарештовані[78].
- Румунія: Близько 20 чоловік протестували перед грецьким консульством у Бухаресті. Три особи були затримані. Сама акцію відбулась у формі Die-in (це спосіб протесту, при якому активісти зображують себе мертвими. Часто для підкреслення реалізму імітуються рани і кров.)
- США: 10 грудня споруда грецького консульства в Нью-Йорку була зіпсована чорними графіті, камінням заворушники розбили кілька вікон[79]. 11 грудня 50 осіб в Олімпії, столиці штату Вашингтон, пройшли ходою на знак солідарності із грецькими повсталими. 17 грудня студенти The New School в Нью-Йорку захопили адміністративний корпус та вимагали відставки деяких членів адміністрації[80]. У Сан-Франциско заворушники атакували підприємства Westfield Mall. У Сент-Луїсі, Міссурі, шість осіб були заарештовані за перешкоджання руху транспорту.
- Туреччина: Неквелика група лівоорієнтованих демонстрантів розфарбували у червоний споруду грецького консульства у Стамбулі. Крім того, велика демонстрація була організована 11 грудня Робітничою партією Туреччини[81].
- Франція: Протестуючі зайняли грецьке консульство у Парижі. Символічна окупація була мирною[82]. 3 000 демонстрантів зібралися також за межами грецького посольства в Парижі та зіткнулись із поліцією. Велика демонстрація також відбулась у Бордо[83].
- Швеція: У Стокгольмі близько 50 демонстрантів влаштували демонстрації поблизу грецького посольства.[81]
- Швейцарія: У Цюриху свою підтримку грецьким заворушникам продемонстрували близько 120 демонстрантів[84].

## Перша річниця
6 та 7 грудня 2009 року в Афінах та Салоніках відбулись демонстрації. Очікувалось прибуття анархістів із Франції, Італії. Тільки на охорону правопорядку столиці Греції було кинуто 6 тис. поліцейських. Втім демоструючі від самого початку не були мирно налаштовані. У Салоніках демонстранти обкидували поліцейських запалювальними бомбами. В Афінському університеті облаштувалось близько 200 активістів, які трощили його мармурові сходи та обкидували правозахисників. Інша група анархістів облаштувалась у Політехніоні. За повідомленнями ana-mpa, ректор Афінського університету госпіталізований із травмою голови. Загалом серйозні пошкодження отримали 20 осіб, заарештовано близько 300.

## Судове рішення
11 жовтня 2010 року поліцейський Епамінондас Корконеас визнаний винним в умисному вбивстві 15-річного Александроса Грігоропулоса. Суд засудив його до довічного ув'язнення. Хоча балістична експертиза в офіційному звіті визнала, що куля влучила в серце підлітка рикошетом, однак свідки інциденту свідчили в ході судового процесу, що Корконеас зумисно стріляв у хлопця. Напарник Василіс Сараліотіс також визнаний винним у співучасті. Судовий процес проходів в місті Амфісса за 190 км від Афін через побоювання влади виникнення нових заворушень.

## Друга річниця
6 грудня 2010 року в Екзархії з нагоди другої річниці загибелі Александра Грігоропулоса зібрались кілька тисяч афінян. В місті забезпечувало порядок 5 тисяч поліцейських. По обіді близько 4 тисяч студентів рушили до Грецького парламенту, де паралельно проводився страйк профспілками. Відбулись зіткнення із поліцією: молоді люди закидували полійських камінням та пляшками із запаленою сумішшю, підпалювали сміттєві баки. 2 людей тяжко побито протестуючими, розбиті вітрини установ, магазинів, банків, потрощені транспортні зупинки. Затримано 84 особи.